# Anthus trivialis
Anthus trivialis là một loài chim trong họ Motacillidae.

## Hình ảnh

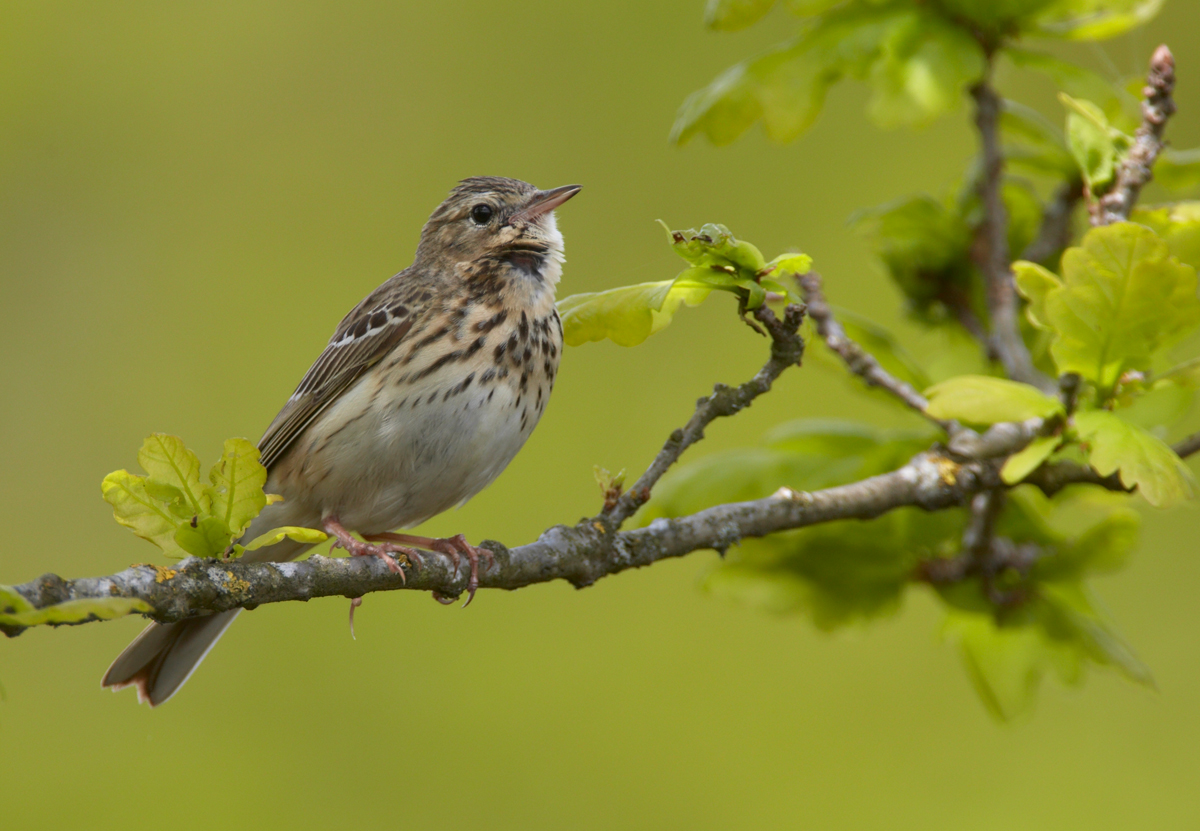
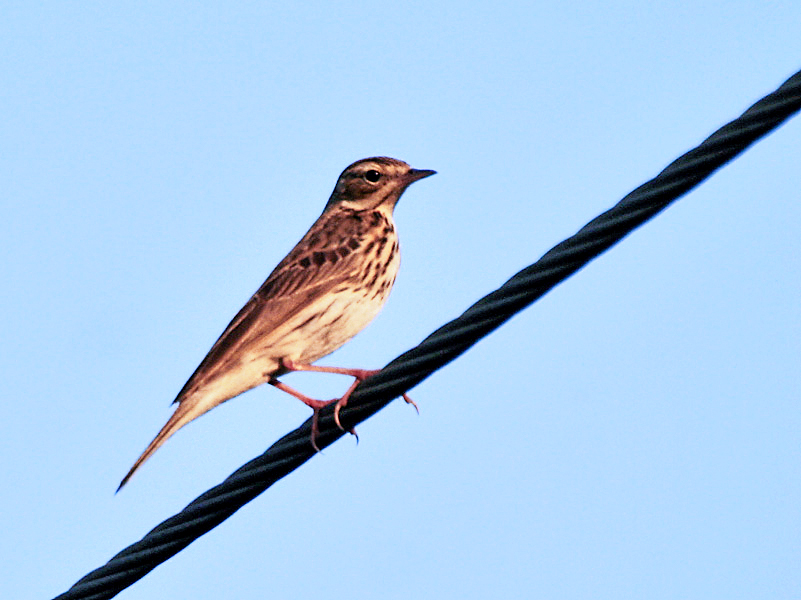
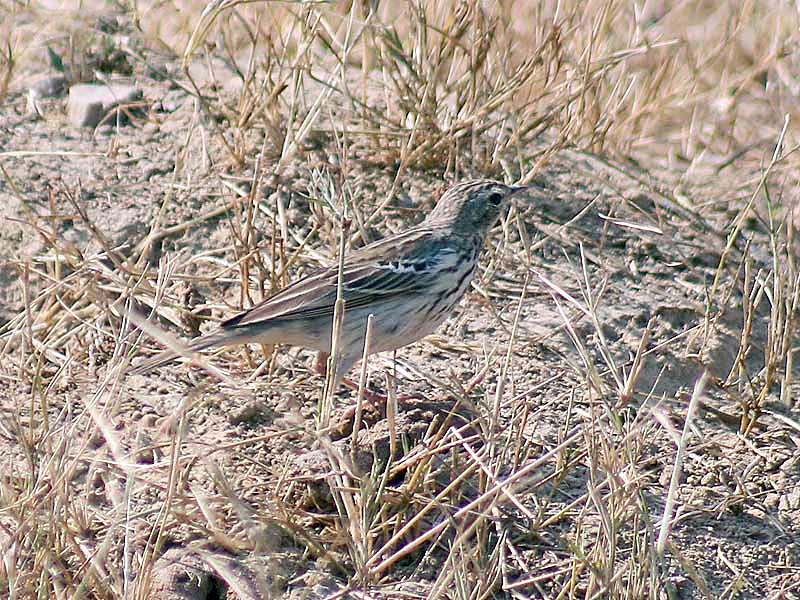
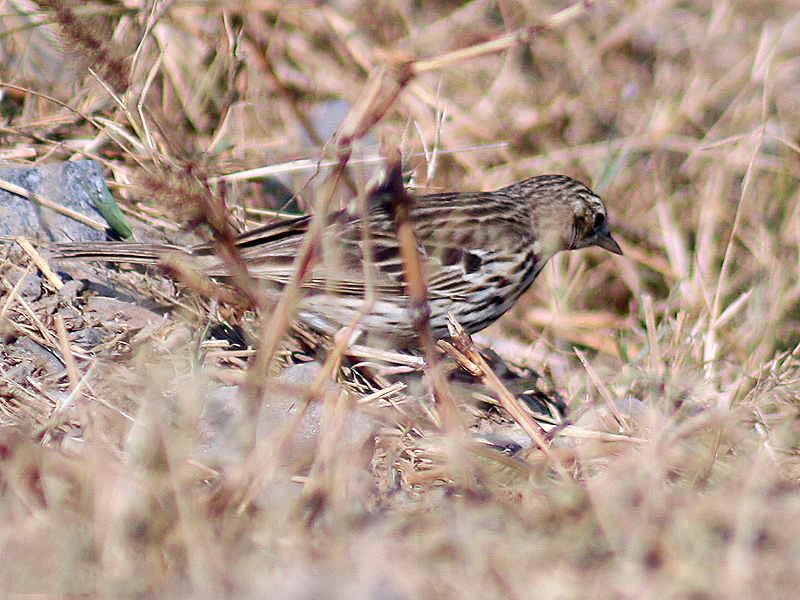
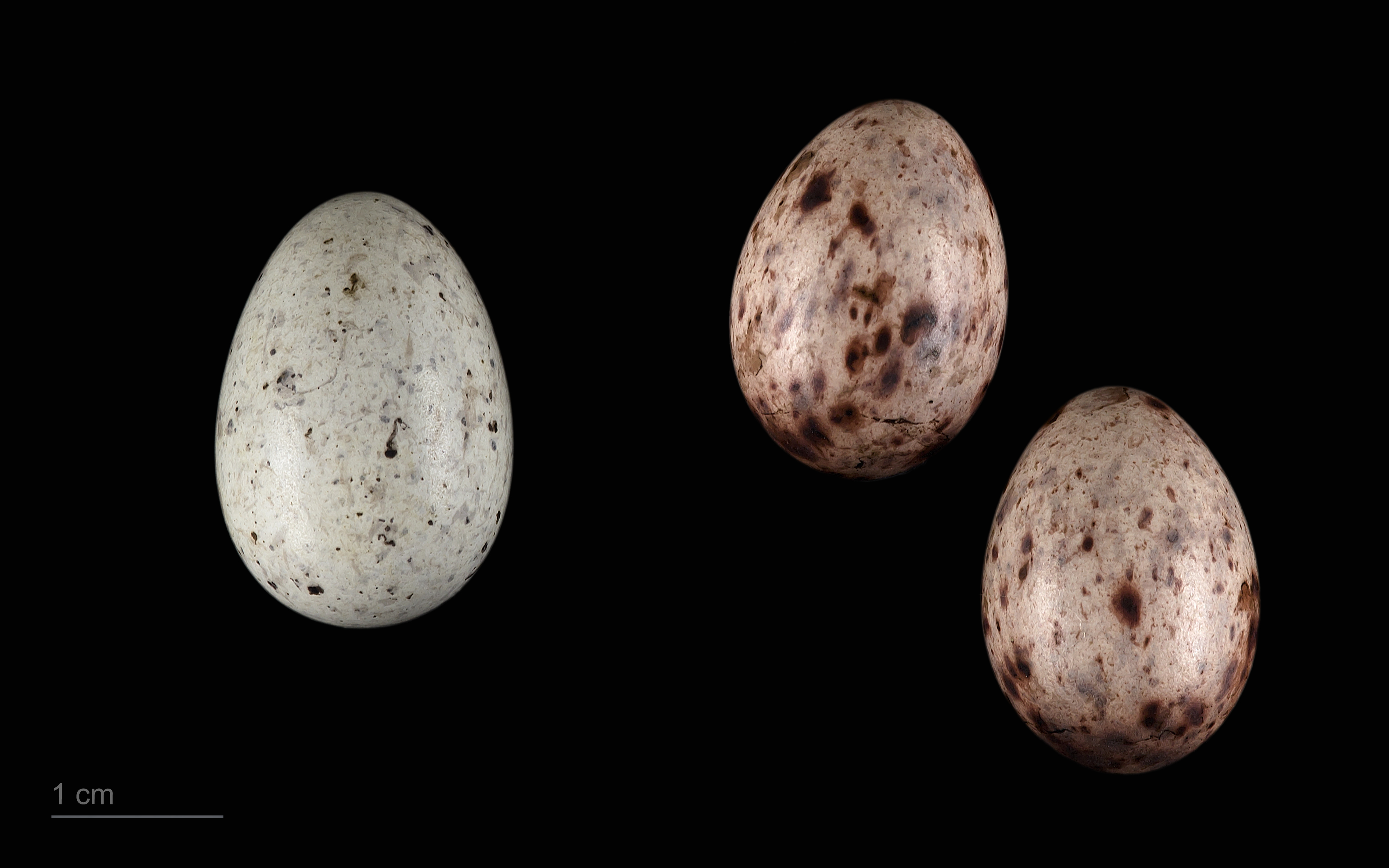
Cuculus canorus canorus + Anthus trivialis - Museum specimen
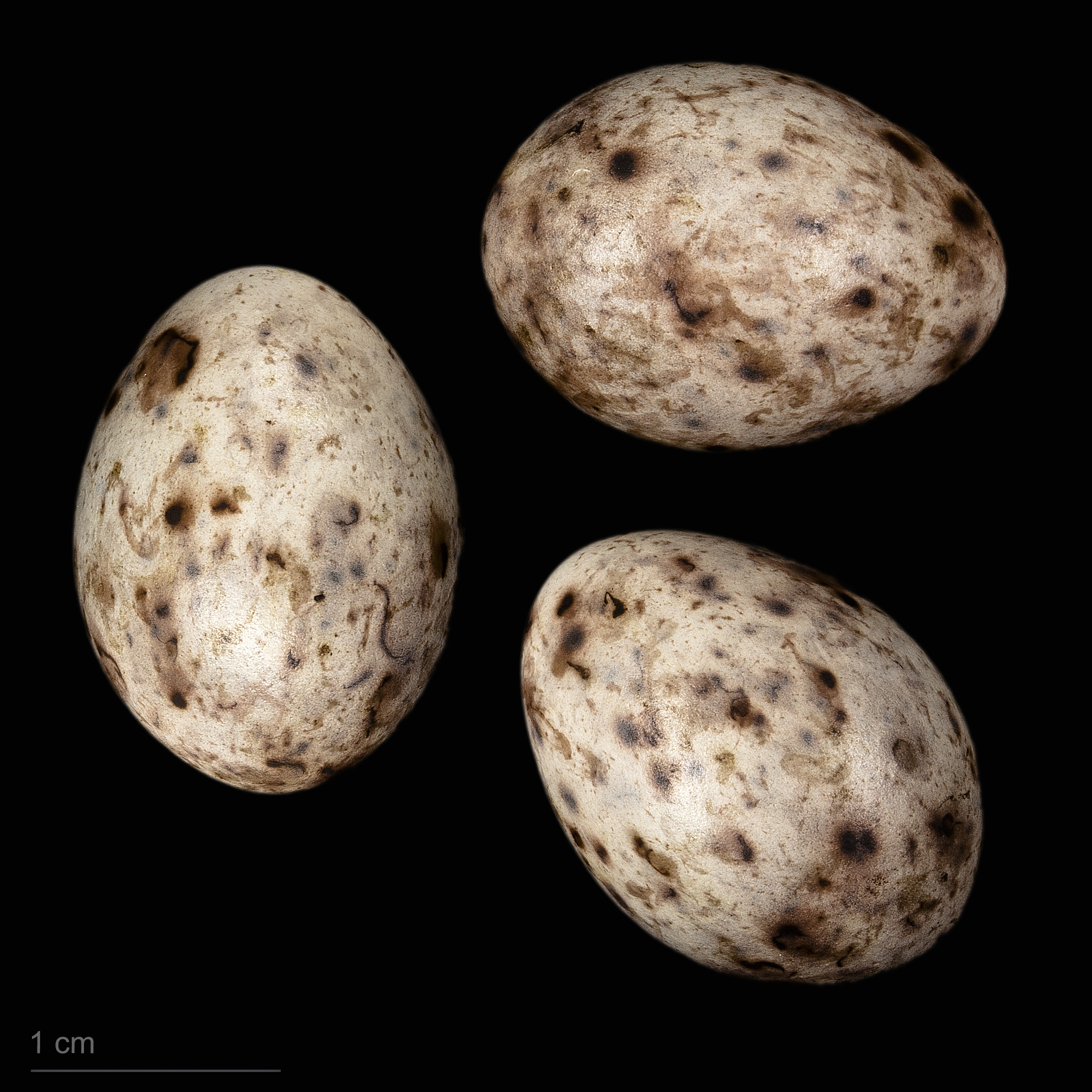
Anthus trivialis trivialis